# Reino de Sucotai
O Reino de Sucotai (ราช อาณาจักร สุโขทัย) foi um antigo reino siamês no centro-norte da Tailândia.
Foi fundado em meados dos século XIII, quando um local governante tai iniciou uma revolta contra o domínio quemer. O reino permaneceu apenas como uma pequena potência regional até que o seu terceiro governador, Rancamaengue, tendo herdado o reino no ano 1279, (1275- 1317) estendeu o seu poder para o sul até a península Malaia, a oeste o que é agora Mianmar (Birmânia) e no nordeste no atual Laos. Com sua morte, em 1298, o reino começou a diminuir e em 1438 foi absorvido pelo Reino de Aiutaia.
A antiga capital do reino está em ruínas e foi designada como Património Histórico Mundial pela UNESCO, ela está situada no Tambom Mueangue Cao a 12 km da moderna cidade de Sucotai, capital da província de mesmo nome, e a  aproximadamente 450 km de Bancoque.
Tradicionais historiadores tailandeses consideram a fundação do Reino de Sucotai como o início de sua nação, porque pouco se sabia sobre os reinos antes de Sucotai. Estudos históricos modernos porém  demonstram que a história tailandesa começou antes Sucotai. A fundação de Sucotai no entanto ainda é um evento comemorado na Tailândia.

## Galeria

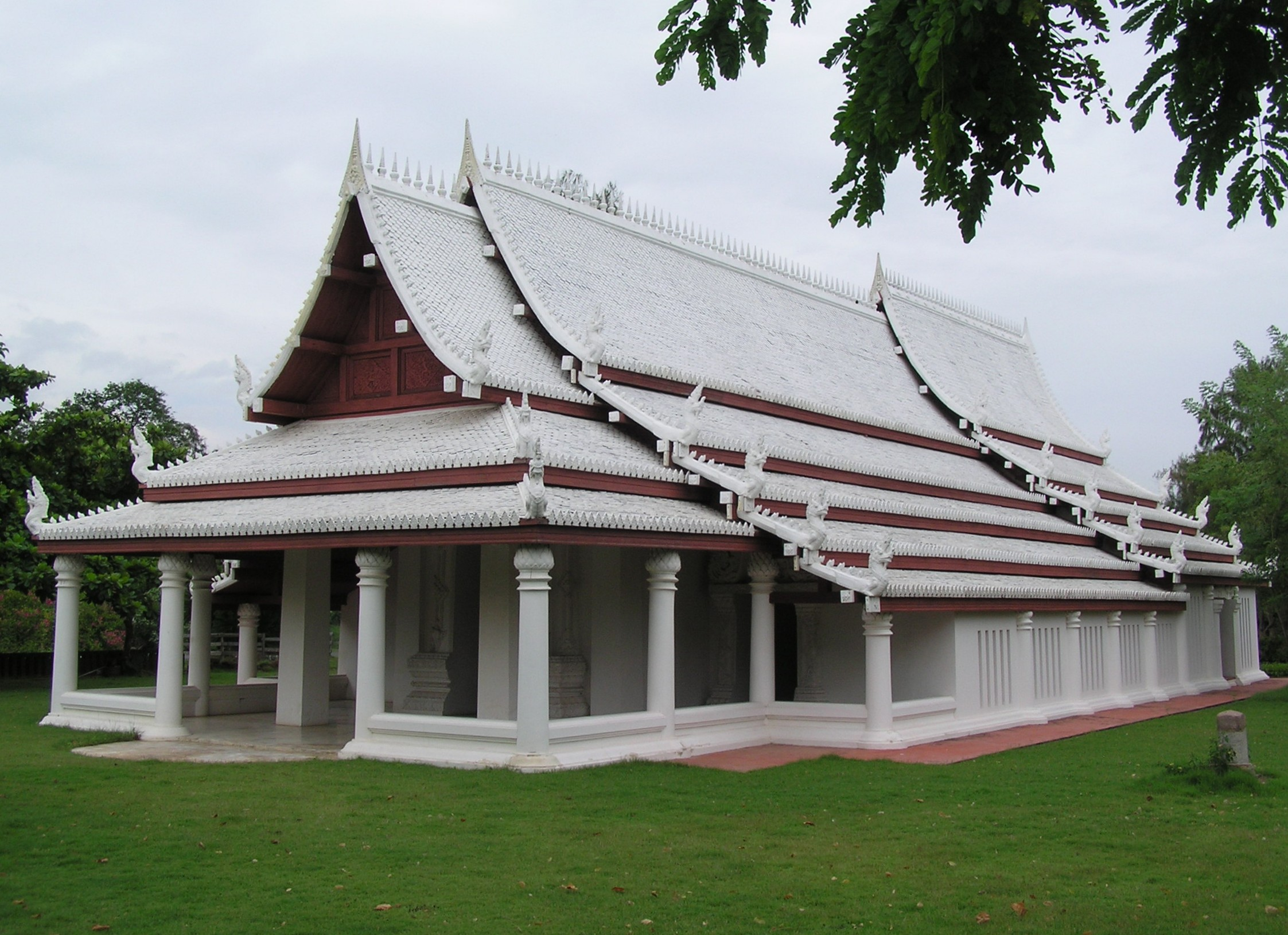
Réplica do templo real de Sucotai, em Muangue Borã
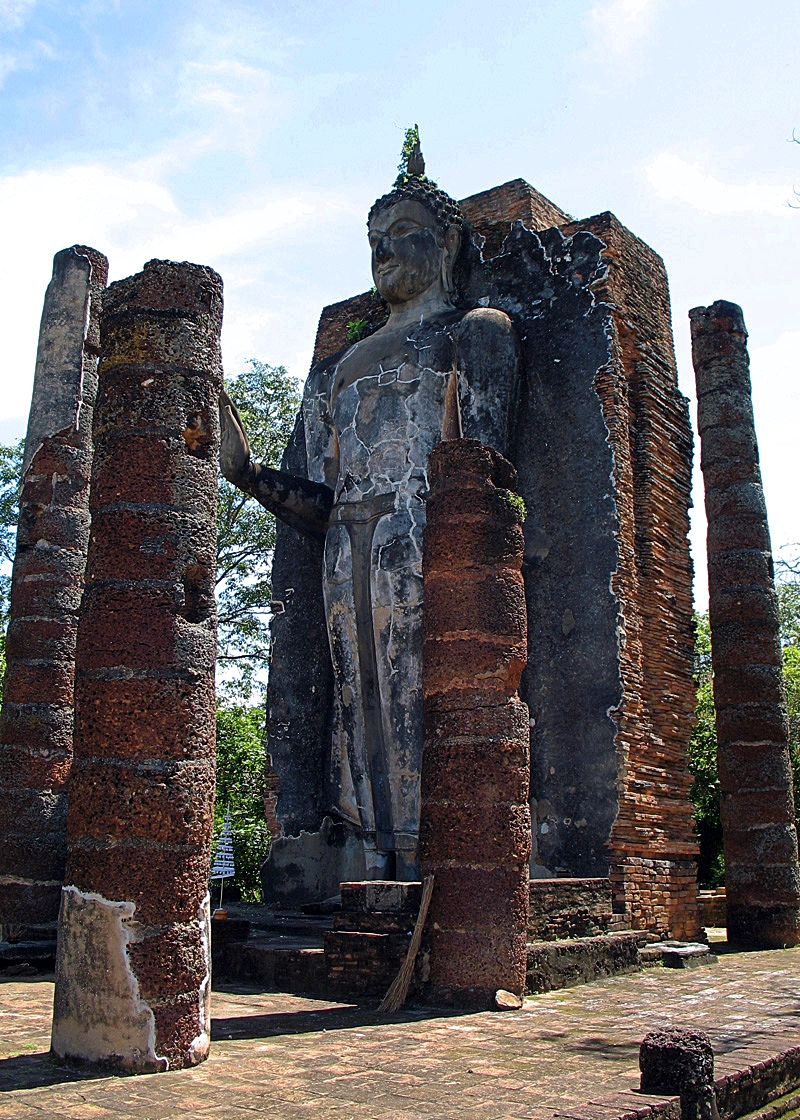
Uate Safã Him, Parque Histórico de Sucotai
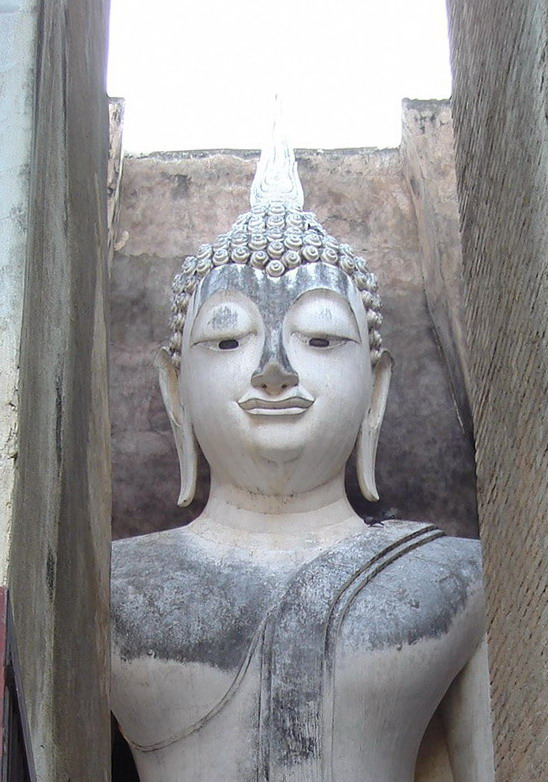
Fra Achana, Uate Si Chum, Parque Histórico de Sucotai